# Elfershausen
Elfershausen è un comune tedesco di 2 990 abitanti, situato nel land della Baviera.
È bagnato dalla Saale di Franconia, un affluente del Meno.